# Massimo (metropolita di Kiev)
Massimo, in russo Максим? (metà XIII secolo – inizio dicembre 1305), è stato metropolita di Kiev, Vladimir e di tutta la Rus' dal 1283 al 1305.
È venerato come santo dalla Chiesa ortodossa russa, che lo ricorda il 6 dicembre.

## Biografia
Di origini greche, durante la guerra tra i Khan dell'Orda d'Oro Nogai Khan e Tokhta e quella tra quest'ultimo e i Cumani, lasciò Kiev, dopo aver visto la città distrutta più volte dai Tatari. Si spostò prima a Briansk e quindi a Suzdal', dove conobbe il monaco Pietro, che successivamente sarebbe diventato suo successore. Nel 1299 decise di spostare definitivamente a Vladimir il soglio di Metropolita.
Massimo è conosciuto per i suoi viaggi ecclesiastici presso l'Orda d'Oro e per la sua mediazione tra i riottosi principi del Nord (come Dimitrij Aleksandrovič e Andrej Aleksandrovič, figli di Aleksandr Nevskij). Nel 1301, Massimo prese parte a un concilio di patriarchi a Costantinopoli, dove rappresentò l'intero clero russo. Appoggiò il Gran Principe di Vladimir e Tver' Mikhail Jaroslavič nella sua lotta per l'appannaggio del titolo di Gran Duca, incoronandolo tale nel 1304.
A livello ecclesiastico introdusse periodi precisi per le feste consacrate, come la Quaresima  ortodosso, e si batté strenuamente contro le unioni di fatto non santificate dal matrimonio.

## Culto
Morì il 6 dicembre 1305 e fu seppellito nella Cattedrale dell'Ascensione di Vladimir.